# Sci nautico agli XI Giochi sudamericani - Wakeboard femminile
Il concorso di wakeboard femminile ai XI Giochi sudamericani si è svolto il 1º giugno 2018.

## Medaglie
| Posizione | Atleti                  | Paese     |
| --------- | ----------------------- | --------- |
| Oro       | Eugenia de Armas        | Argentina |
| Argento   | María Victoria de Armas | Argentina |
| Bronzo    | María José Vélez        | Colombia  |

## Risultati

### Finale
| Pos. | Atleta                     | Nazionalità | Punti |
| ---- | -------------------------- | ----------- | ----- |
|      | Eugenia de Armas           | Argentina   | 69.45 |
|      | María Victoria de Armas    | Argentina   | 60.9  |
|      | María José Vélez           | Colombia    | 52.11 |
| 4    | Ana Cristina Sisul         | Paraguay    | 40    |
| 4    | Jacinta Bernales Rodríguez | Cile        | 26.12 |
| 6    | Manuela María Castro Jalil | Ecuador     | 24.33 |